# Meet You There Tour Live
Meet You There Tour Live es el segundo álbum en vivo de la banda de pop rock australiana 5 Seconds of Summer. El álbum se grabó en vivo durante su extensa gira mundial Meet You There 2018 y se estrenó el 21 de diciembre de 2018.

## Antecedentes
El 9 de abril de 2018, la banda anunció que su tercer álbum de estudio Youngblood, se lanzará el 22 de junio de 2018. Ese mismo año, anunció las fechas de su cuarta gira principal titulada Meet You There Tour, que comenzó el 2 de agosto de 2018 y tuvo lugar en varias arenas en Japón, Nueva Zelanda, Australia, Canadá, Estados Unidos y Europa, concluyendo el 19 de noviembre de 2018.
El álbum se grabó durante su gira mundial Meet You There 2018, la banda anunció las fechas de América del Norte el 13 de abril de 2018, mientras que las de Australia el 21 de mayo de 2018. Las fechas europeas se agregaron el 8 de junio de 2018.

## Lista de canciones
| N.º   | Título                  | Escritor(es)                                                                          | Productor(es)                                             | Duración |  |
| 1.    | «Intro»                 | Calum Hood, Michael Gordon Clifford, Daniel Steven y Andrew Goldstein                 | Zakk Cervini, Nik Tretiakov, Randy Merrill y Phil Gornell | 1:26     |  |
| 2.    | «Babylon»               | Hood, Clifford, Steven, Matthew Koma y Goldstein                                      | FRND y Dan Book                                           | 3:30     |  |
| 3.    | «Talk Fast»             | Luke Hemmings, Hood, Clifford, Rami Yacoub y Carl FalkTranter                         | Carl Falk y Rami                                          | 3:30     |  |
| 4.    | «Moving Along»          | Hood, Hemmings, Asthon Irwin, Clifford, Yacoub y FalkTranter                          | Carl Falk y Rami                                          | 3:20     |  |
| 5.    | «She’s Kinda Hot»       | Clifford, Irwin, John Feldmann, Benji Madden y Joel Madden                            | John Feldmann                                             | 3:28     |  |
| 6.    | «Waste the Night»       | Hood, Hemmings, Clifford, Irwin, Feldmann y Jacob Hindlin                             | 5 Seconds of Summer                                       | 5:31     |  |
| 7.    | «More»                  | Hemmings, Irwin, Yacoub, Carl Falk, Wayne Hector, Kristoffer Fogelmark y Albin Nedler | Carl Falk, Albin Nedler, Rami y BONN                      | 3:30     |  |
| 8.    | «Better Man»            | Hemmings y Clifford                                                                   | Watt y The Monsters & Strangerz                           | 3:29     |  |
| 9.    | «If Walls Could Talk»   | Hood, Irwin, Julia Michaels, Nolan Lambroza y Justin Tranter                          | Sir Nolan                                                 | 3:27     |  |
| 10.   | «Ghost of You»          | Hemmings, Irwin, Andrew Goldstein, Daniel Book y Mitchell Collins                     | FRND                                                      | 6:27     |  |
| 11.   | «Amnesia»               | Benjamin Madden, Joel Madden, Louis Biancaniello, Michael Biancaniello y Sam Watters  | 5 Seconds of Summer y John Feldmann                       | 4:23     |  |
| 12.   | «The Only Reason»       | Clifford, Steve Robson y Michael James Ryan                                           | Steve Robson                                              | 3:50     |  |
| 13.   | «Lie to Me»             | Hood                                                                                  | Watt                                                      | 3:58     |  |
| 14.   | «Why Won't You Love Me» | Hemmings, Irwin, Jake Sinclair y Rivers Cuomo                                         | Jake Sinclair                                             | 7:27     |  |
| 15.   | «Valentine»             | Hemmings, Irwin, Michael Elizondo y Tranter                                           | Mike Elizondo                                             | 4:21     |  |
| 16.   | «Meet You There»        | Hemmings, Irwin, Falk, Yacoub, Tranter y Hector                                       | Carl Falk, Noah Passovoy y Rami                           | 2:42     |  |
| 17.   | «Jet Black Heart»       | Hood, Clifford, J. Madden, Jon Green y David Hodges                                   | David Hodges                                              | 4:04     |  |
| 18.   | «Want You Back»         | Hemmings, Irwin, Jacob Kasher Hindlin, Goldstein, Asia Whiteacre y Steve McCutcheon   | FRND y Andrew Wells                                       | 7:11     |  |
| 19.   | «She Looks So Perfect»  | Clifford, Irwin, Dan Lancaster y Jake Sinclair                                        | Steve Fitzmaurice                                         | 4:41     |  |
| 20.   | «Youngblood»            | Hood, Hemmings, Irwin, Louis Bell, Andrew Wotman y Alexandra Tamposi                  | 5 Seconds of Summer                                       | 6:30     |  |
| 87:24 |                         |                                                                                       |                                                           |          |  |

## Historial de lanzamiento
| País      | Fecha                   | Formato                     | Discográfica    | Ref   |
| --------- | ----------------------- | --------------------------- | --------------- | ----- |
| Varios    | 21 de diciembre de 2018 | Descarga digital, Streaming | Capitol Records | [ 6 ] |
| Australia | 21 de diciembre de 2018 | Descarga digital, Streaming | Capitol Records | [ 7 ] |